# あんなに一緒だったのに
「あんなに一緒だったのに」（あんなにいっしょだったのに）は、日本の音楽ユニット・See-Sawの9枚目のシングル。

## 解説
See-Sawが2002年にビクターエンタテインメントへ移籍して活動を再開してから3枚目となるシングル。本作はテレビアニメ『機動戦士ガンダムSEED』主題歌として放送されたことがきっかけで知名度が上昇、オリコン週間シングルチャートでは初のトップ10入りとなる最高順位5位を記録した。

## 収録曲
全曲 作詞：石川千亜紀、作曲・編曲：梶浦由記
1. あんなに一緒だったのに
  - 毎日放送・TBS系アニメ『機動戦士ガンダムSEED』PHASE-01〜PHASE-26エンディングテーマ 及び『機動戦士ガンダムSEED スペシャルエディション 虚空の戦場』主題歌。
  - 『機動戦士ガンダムSEED』以降の毎日放送制作土曜夕方6時枠のアニメ及び後継の毎日放送制作日曜夕方5時枠のアニメの歴代アニメーション作品のうち、2クールにわたって使用された唯一の主題歌。
  - 『機動戦士ガンダムSEED』主題歌の中で、『SDガンダム GGENERATION』等のゲーム作品のBGMとして流れることが多い楽曲である[要出典]。
2. 月ひとつ

## 収録アルバム
- 『機動戦士ガンダムSEED COMPLETE BEST Limited Edition』
- 『Dream Field』（#1, #2）

## 他のアーティストによるカバー
- 沼倉愛美 - カバーソングプロジェクト『CrosSing』にてカバー[1]。2024年7月10日に「あんなに一緒だったのに from CrosSing」として配信リリース。